# 艺术宪兵队

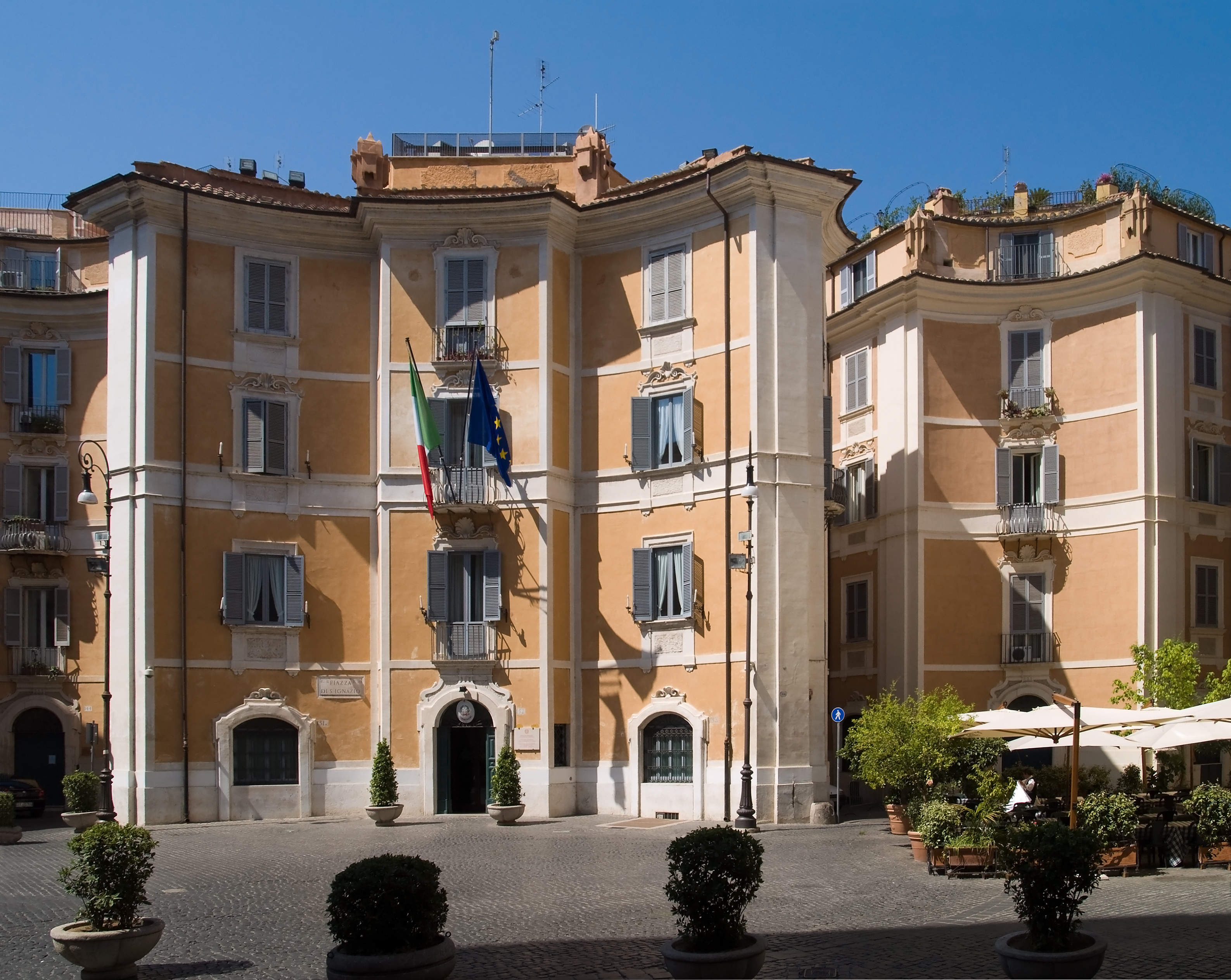
罗马圣依纳爵宫，艺术宪兵队总部

宪兵队保护文化遗产司令部（英语： Carabinieri Command for the Protection of Cultural Heritage，简称  Carabinieri T.P.C.），是意大利宪兵队负责打击艺术和古物犯罪的分部，  被认为是经验丰富且高效的特遣部队。

## 历史
1969年5月3日，意大利教育部和宪兵队司令部根据参谋长阿纳尔多·费拉拉的建议，在教育部设立了艺术遗产保护小组（Il Nucleo Tutela Patrimonio Artistico），属于文化部的职能部门，世界上第一个该领域的专门警察部队，早于1970年联合国教科文组织《关于禁止和防止非法进出口文化财产和非法转让其所有权的方法的公约》，意大利也因此成为第一个拥有打击文物犯罪专职警察队伍（“文物警察机构”）的国家。1992年，文化和环境遗产部颁布法令，正式批准了司令部在该部的职位和正式的职能任务，3月5日部队更名为保护艺术遗产宪兵司令部（Comando Carabinieri per la Tutela del Patrimonio Artistico），2001年更名为保护文化遗产宪兵司令部（Comando Carabinieri per la Tutela del Patrimonio Culturale）。

## 组织架构
部队分为考古、古物交易、赝品和现当代艺术四个分队，由一名上校领导，总部设在罗马，并设有十二个地区办公室，与文化财产与活动部协作。

## 活动
部队调查盗掘、盗窃和非法交易艺术品、破坏历史遗迹和考古区、非法出口文化财产以及赝品，参与监控考古遗迹、艺术和古董商活动、古董店和文物修复师。部队也参与刑侦分析，教材编撰和推广，外国部门、警察部队和海关机构顾问，国际维和任务和灾区文化财产保护和收复。

## 合作单位
国际上，部队与众多国际组织合作，包括联合国教科文组织、国际统一私法协会、国际古迹遗址理事会、国际博物馆协会、和国际刑警组织，国内则与数个大学、文化机构和研究中心（包括国际文化财产保护与修复研究中心、本地主管部门和教会机构）合作。

## 媒体发表
部队维护着被盗作品数据库。 自2011年3月1日起，约5290件物品被列为有特定经济或文化价值。 部队也发布非法交易艺术品的公报，2010年发布第三十二号年报。

## 成果
2008年，被找回的作品总值1.83亿欧元。2009年，约39584件流失文物和19043件其他作品被找回，总值1.65亿欧元。国际合作、遗迹安保和数据库的提升使得两年内意大利被盗艺术品数量下降了14.5%，同时查获的非法考古挖掘案件数量从2008年的238起下降到2009年的58起。 2009年，137件与美第奇案相关的物品从苏黎世的弗里茨·比尔基父子（Fritz Burki & Son）文物修复公司收回并由瑞士归还，也是他们修复了欧弗洛尼奥斯双耳喷口罐。这些物品包括雕像、陶器，以及一个公元一世纪的壁画。目前仍在与瑞士当局合作，寻找剩余的300件物品。 2010年找回了罗马国家博物馆于1980年被盗的一座宙斯像。 部队也活跃在伊拉克, 调查面临危险的遗迹、提供培训、开发系统，并帮助找回了1990年以来被非法交易的2971件物品。2010年，与瑞士当局合作从瑞士日内瓦找回了337件文化遗产文物并随后在罗马斗兽场展示。

## 办公室
- 罗马 - 圣依纳爵宫
- 安科纳 - 博纳雷利宫
- 巴里 - 斯瓦比亚堡
- 博洛尼亚 - 佩波利坎波格兰德宫
- 科森扎 - 阿尔诺内宫
- 佛罗伦萨 - 碧提宫
- 热那亚 - 圣依纳爵纪念建筑群
- 蒙扎 - 蒙扎皇家别墅
- 那不勒斯 - 圣埃莫堡
- 巴勒莫 - 波韦雷旅馆
- 萨萨里 - 利蓬蒂博物馆中心
- 锡拉库扎 - 马尼亚塞堡（巴勒莫办公室的分局）
- 都灵 - 都灵王宫
- 威尼斯 - 行政官邸大楼[6]